# Kazimierz Schally
Kazimierz Piotr Schally (ur. 22 lutego 1895 w Nowym Sączu, zm. 12 stycznia 1967 w Edynburgu) – generał brygady Wojska Polskiego, zastępca Komendanta Naczelnego Związku Legionistów Polskich od 1938 roku, kawaler Orderu Virtuti Militari.

## Życiorys
Syn Andrzeja Schally i Stanisławy ze Śniadowskich, właścicieli majątku Jaśniska pod Lwowem. Naukę rozpoczął we Lwowie, maturę zdał w Wiedniu po ukończeniu wojskowej szkoły realnej w 1913. Następnie studiował przez półtora roku w Akademii Wojskowej w Wiener Neustadt. W końcu sierpnia 1914 porzucił akademię i 6 września 1914 wstąpił do Legionów, objął dowództwo plutonu w 2. kompanii VI batalionu. Od września 1914 do lipca 1917 kolejno: podchorąży w VI batalionie, dowódca plutonu, batalionu, adiutant, dowódca dywizjonu 1 pułku artylerii. Podporucznik z października 1914, porucznik z grudnia 1915. Po kryzysie przysięgowym 20 września 1917 wcielony do armii austriackiej. W grudniu 1917 ukończył w Pozsony (Bratysława) kurs szkoły oficerów rezerwy. Korzystając z urlopu, zbiegł z armii. W styczniu 1918 rozpoczął studia na Politechnice Lwowskiej, działał tam jako instruktor Polskiej Organizacji Wojskowej. W kwietniu 1918 wysłany z jej ramienia do I Korpusu Polskiego na Wschodzie w Bobrujsku, mianowany tam podkapitanem, wraz z Leopoldem Lisem Kulą próbował przeciwdziałać kapitulacji Wojska Polskiego przed Niemcami. Po nieudanej próbie aresztowania gen. Józefa Dowbora-Muśnickiego i niedopuszczenia do rozbrojenia przez Niemców I Korpusu Polskiego, wyjechał do Kijowa. Aresztowany tam przez Niemców, wkrótce zwolniony. W czerwcu 1918 był komendantem Okręgu POW w Czernihowie na terytorium Hetmanatu. Na początku lipca 1918 oddelegowany przez Komendę POW do Armii Polskiej we Francji. W czasie przedzierania się do Murmańska 12 lipca 1918 aresztowany przez Czeka w Pietrozawodsku, osadzony w więzieniu w Piotrogrodzie i skazany na śmierć, wyroku nie wykonano dzięki interwencji posła duńskiego  Erika Scaveniusa. W listopadzie 1918 zachorował w więzieniu na tyfus plamisty. Zwolniony ze szpitala, dzięki ponownej interwencji Scaveniusa i duńskiej misji Międzynarodowego Czerwonego Krzyża, powrócił do Polski.

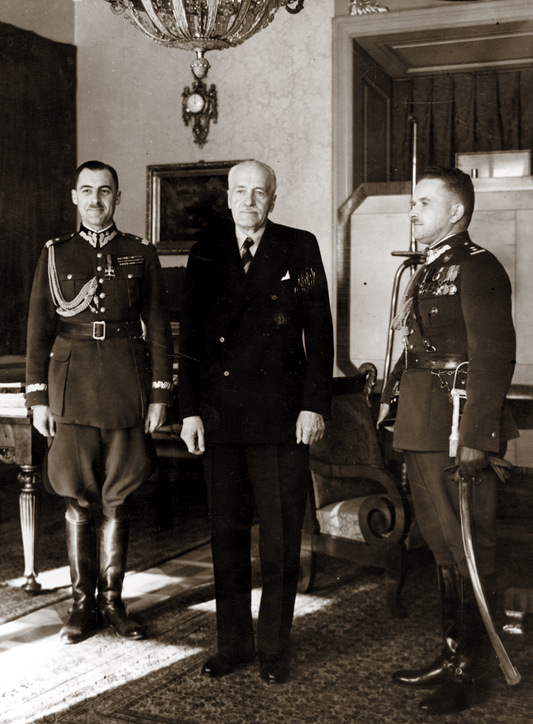
Kazimierz Schally (z lewej) i Stefan Czerwiński na audiencji u prezydenta RP Ignacego Mościckiego; 1936

6 grudnia 1918 wstąpił w szeregi Wojska Polskiego. Złożył wówczas Naczelnikowi Państwa Józefowi Piłsudskiemu raport o sytuacji w Rosji i ruchach wojsk niemieckich na terytorium Ober-Ostu. 8 lutego 1919 wysłany z ustnymi rozkazami Piłsudskiego do gen. Józefa Hallera, dowódcy Armii Polskiej we Francji, w sprawie przybycia oddziałów Armii do Polski. W armii Hallera służył w 1 pułku artylerii jako dowódca dywizjonu. 1 marca 1919 rozkazem Naczelnego Dowództwa WP we Francji awansowany na majora. W kwietniu 1919 powrócił z pułkiem do Polski i jako dowódca dywizjonu brał udział w walkach na froncie ukraińskim w rejonie Łucka. Podpułkownik artylerii z 1 czerwca 1919. W okresie kwiecień – październik 1919 dowódca dywizjonu 1 pułku artylerii Armii gen. Hallera. Uczestnik wyprawy kijowskiej, później w odwrocie z Ukrainy. W czasie bitwy pod Borodzianką (12 czerwca) powstrzymał atak Armii Czerwonej. 22 lipca 1920, kierując ogniem pułku, odparł atak kawalerii sowieckiej Armii Konnej na Równe, przyczyniając się w znacznej mierze do utrzymania miasta. Odznaczony za te czyny Krzyżami Walecznych. W sierpniu 1920 walczył w Bitwie Warszawskiej. Za dzielność i odwagę wykazane 22 sierpnia 1920 w boju o Białystok otrzymał Virtuti Militari. W bitwie niemeńskiej, organizował 28 września obronę Lidy, wraz z dowódcą 1 Dywizji Piechoty Legionów, płk. Stefanem Dąb-Biernackim.
W okresie październik 1919 – styczeń 1927 pełniący obowiązki dowódcy, a potem dowódca 1 pułku artylerii polowej Legionów w Wilnie. Pułkownik z 1 lipca 1923. 22 stycznia 1927 roku został przeniesiony służbowo do Samodzielnego Wydziału Artylerii Ministerstwa Spraw Wojskowych w Warszawie z zachowaniem stanowiska dowódcy pułku. 5 maja 1927 roku został przeniesiony do kadry oficerów artylerii z równoczesnym przydziałem do Ministerstwa Spraw Wojskowych na stanowisko zastępcy szefa Departamentu Artylerii.
W marcu 1929 mianowany został dowódcą 1 Grupy Artylerii w Warszawie, a 15 grudnia 1934 – II dowódcą piechoty dywizyjnej 20 Dywizji Piechoty w Baranowiczach. Z dniem 15 września 1935 został mianowany szefem Gabinetu Wojskowego Prezydenta Rzeczypospolitej. Generał brygady ze starszeństwem z dniem 1 stycznia 1936.
Został osadnikiem wojskowym w osadzie Gnojownica w powiecie grodzieńskim (ziemię otrzymał tam również por. Tadeusz Schally).
Po agresji ZSRR na Polskę przekroczył wraz z Prezydentem RP granicę rumuńską. Po internowaniu prezydenta przez władze rumuńskie przedostał się z Czerniowiec do Bukaresztu, gdzie początkowo nie mógł uzyskać zgody na wyjazd do Paryża. Prawdopodobnie w grudniu 1939 dotarł do Francji, przebywał w Ośrodku Oficerskim w Vichy w dyspozycji Naczelnego Wodza. Po upadku Francji, 26 czerwca 1940 ewakuowany do Liverpoolu. Przebywał w obozie w Broughton, następnie od sierpnia 1940 do końca 1941 w Ośrodku Oficerskim w Rothesay (tzw. Wyspa Wężów). Od 2 stycznia 1942 w stanie nieczynnym. Po śmierci gen. Władysława Sikorskiego, 1 listopada 1943 przywrócony do służby czynnej, mianowany attaché wojskowym przy Poselstwie RP w Ottawie. Do Kanady nie wyjechał, gdyż gen. Kazimierz Sosnkowski w kwietniu 1944 mianował go szefem Misji Wojskowej przy Naczelnym Dowództwie Sprzymierzonych Ekspedycyjnych Sił Zbrojnych (Supreme Headquarters of Allied Expeditionary Forces – SHAEF), funkcję pełnił do sierpnia 1945. Od 2 sierpnia 1945 do 22 lutego 1947 pozostawał w dyspozycji szefa Sztabu Głównego, a po demobilizacji, do 21 lutego 1949, w Polskim Korpusie Przysposobienia i Rozmieszczenia.
Po demobilizacji osiedlił się w Edynburgu w Szkocji, gdzie zmarł i został pochowany. Wolnomularz, członek loży wolnomularskiej Wielkiej Loży Narodowej Polski. Jego syn, Andrzej (ur. 1926 w Wilnie), profesor biochemii w USA, został w 1977 roku laureatem nagrody Nobla.

## Ordery i odznaczenia
- Krzyż Srebrny Orderu Wojskowego Virtuti Militari nr 470 (16 lutego 1921)[12][13]
- Krzyż Komandorski Orderu Odrodzenia Polski (11 listopada 1936)[14][15]
- Krzyż Niepodległości z Mieczami (12 maja 1931)[16]
- Krzyż Oficerski Orderu Odrodzenia Polski (10 listopada 1928)[17]
- Krzyż Walecznych (czterokrotnie)[18]
- Złoty Krzyż Zasługi (dwukrotnie: 16 marca 1928[19], 1938[20])
- Medal Pamiątkowy za Wojnę 1918–1921[21]
- Medal Dziesięciolecia Odzyskanej Niepodległości[21]
- Złota Odznaka Honorowa Ligi Obrony Powietrznej i Przeciwgazowej I stopnia[22]
- Odznaka „Za wierną służbę”[21]
- Order Pogromcy Niedźwiedzia III klasy (Łotwa, 1922)[23]
- Krzyż Oficerski Orderu Legii Honorowej (Francja, 10 lutego 1928)[24]
- Krzyż Wielki Orderu Korony (Rumunia, 1937)[25]